# 佐々木康志
佐々木 康志（ささき やすし、1955年8月12日 - ）は、日本の実業家。元NTTデータ経営研究所代表取締役社長。

## 人物・経歴
北海道出身。1980年北海道大学大学院工学研究科電子工学専攻修士課程修了、日本電信電話公社入社。1992年NTTデータ通信公共システム事業本部担当部長。2005年NTTデータ通信公共ビジネス推進部長。2006年NTTデータ関西代表取締役社長。
2007年NTTデータ執行役員兼務。2009年NTTデータ執行役員第一公共システム事業本部長。2011年NTTデータカスタマサービス代表取締役社長。2014年からNTTデータ経営研究所代表取締役社長を務め、コンサルティング事業の強化を進めるなどした。